# オリヴィエ・ジルー
オリヴィエ・ジョナタン・ジルー（Olivier Jonathan Giroud、1986年9月30日 - ）は、フランス・サヴォワ県シャンベリ出身のサッカー選手。LOSCリール所属。元フランス代表。ポジションはフォワード。
フランス代表歴代最多得点記録保持者。2018 FIFAワールドカップフランス代表の優勝メンバーであり、2018-19シーズンのUEFAヨーロッパリーグではチェルシーの選手として初めてヨーロッパのカップ戦において2桁ゴールを記録した選手となり、大会得点王を獲得、UEFAヨーロッパリーグ優勝に大きく貢献した。

## クラブ経歴

### グルノーブル、トゥール
2005年にグルノーブルでキャリアをスタートさせ、2006-07シーズン、第26節のル・アーヴルAC戦で初ゴールを挙げた2008年にトゥールに移籍した。2009-10シーズンには7節のアルル戦で4ゴールを決めるなど、チームトップの21得点を記録、リーグ・ドゥの得点王に輝いた。

### モンペリエ
2010年7月1日、モンペリエに移籍。7月29日に行われたUEFAヨーロッパリーグ予選3回戦のジェール戦1STレグでは決勝点を挙げた。8月28日のヴァランシエンヌ戦では1部リーグでの初ゴールとなる決勝点をマーク。2011年1月19日、リーグカップ準決勝のパリ・サンジェルマン戦は延長戦まで縺れる激戦となったが、延長後半12分に決勝点を決めた。結局、リーグカップ決勝ではマルセイユに敗れて準優勝に終わり、リーグ戦では14位に沈んだが、自身はチームトップの12得点を挙げた。
2011-12シーズン、2011年、8月14日には前年度リーグ王者のリール相手に決勝点を挙げた。10月15日のディジョン戦(5-3)では1部リーグでは初のハットトリックを達成。11月26日のソショー戦(3-1)ではシーズン2度目のハットトリックを達成した。この年はパリ・サンジェルマンのネネと並ぶ21得点をあげて得点王となり初優勝に貢献した。

### アーセナル

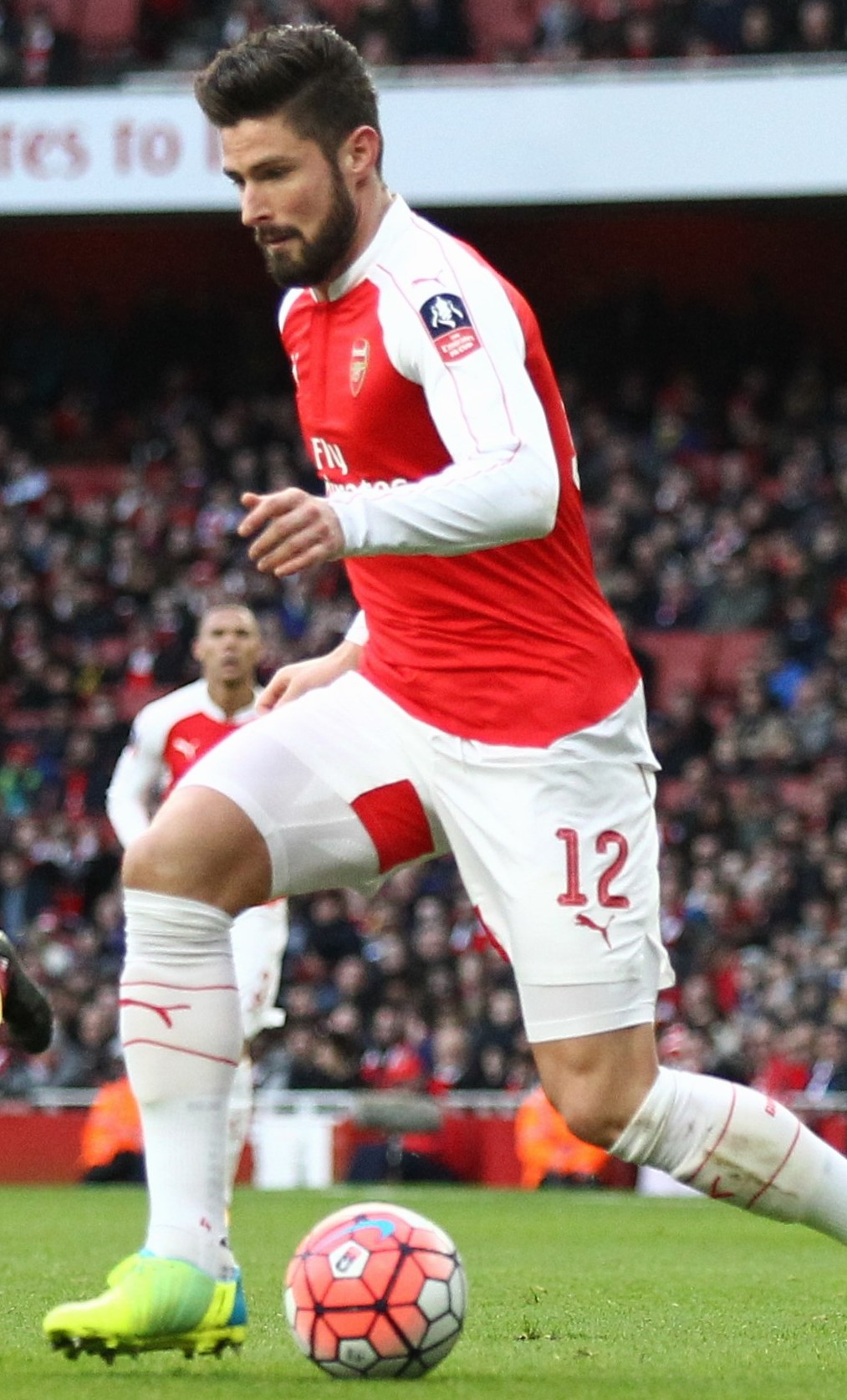
アーセナルでのジルー(2016年)

2012年、6月26日、1200万ポンドでイングランド・プレミアリーグのアーセナルへの移籍が決定。FAカップ3回戦のコベントリー戦で移籍後初ゴールを決めると、10月6日のウエストハム戦でプレミアリーグ初ゴールを挙げ、また24節のリヴァプール戦では1-2から同点ゴールを決めるなどリーグ戦では11ゴールを挙げた。
2013-14シーズン、第3節のトッテナム・ホットスパー戦では決勝ゴールを決め、ライバルチームへの勝利に貢献、リーグ戦では合計16ゴールを挙げた。FAカップ決勝のハル・シティ戦ではアーロン・ラムジーの決勝ゴールをアシストした。
2014-15シーズンは、負傷により前半戦をほぼ全て棒に振ったが、復帰してから得点を量産。2015年3月21日のニューカッスル戦でフリーキック先制点を記録するとその4分後にもコーナーキックからヘディングで追加点を奪い、2得点の活躍を見せた。3月はそれ以外にもリーグ戦でエヴァートン、クイーンズ・パーク・レンジャーズ、ウェストハムからも得点を奪い、3月に行われた4試合すべてでゴールを記録。この活躍でトッテナム・ホットスパーのハリー・ケインを抑えて3月のプレミアリーグ月間最優秀選手に選出された。4月4日のリヴァプール戦で得点するなど、6試合連続ゴールを達成した。FAカップ決勝のアストンビラ戦では3-0からダメ押しのゴールを決め、優勝。
2015-16シーズンは、セオ・ウォルコットに先発を譲る試合もありながらコンスタントに得点を重ね、前半戦終了時点で10ゴールを記録。チャンピオンズリーグではGS第3戦のバイエルン戦、負ければ敗退濃厚という状況で、途中出場からヘディングで泥臭く先制ゴールを決め、勝利に貢献。続く第6戦のオリンピアコス戦では、移籍後初のハットトリックを達成。チームを16年連続CL決勝トーナメント進出に導いた。リーグ最終節のアストンビラ戦ではアーセナルでの2度目のハットトリックを達成した。
2016-17シーズンは、最初の9試合で僅か3試合をサブとして出場したに留まったが、10月29日のサンダーランド戦で途中出場から2ゴールを決め、11月19日のマンチェスター・ユナイテッド戦でも途中出場から89分に同点ゴールを決めた。1月1日のクリスタル・パレス戦ではバックヒールでのスコーピオンボレーシュートを決めた。このゴールは、ヴェンゲル監督から永遠に記憶に残るゴールと称賛されるなど 高く評価され、2017年度の年間ベストゴールに贈られるプスカシュ賞を受賞した。このシーズンは限られた出場ではあったが、12ゴールを記録した。
2017-18シーズンには、フランス代表で同僚のFWアレクサンドル・ラカゼットがクラブ史上最高額となる移籍金で加入。昨年以上にポジション争いが激化し、アーセン・ベンゲル監督からも移籍を容認され、8月11日レスター・シティとの、リーグ開幕戦では、途中出場ながら勝ち越しゴールを決める活躍を見せた。9月28日にFC BATEボリソフとの対戦でアーセナルでの通算100ゴールを決めた(アーセナルの選手として100ゴールを記録した19人目の選手となった)。しかしその後もラカゼットの存在により限られた出場時間となっていた。アーセナルでは通算253試合105ゴール41アシストを記録した。

### チェルシー
2018年1月31日、アーセナルと同じくロンドン市内に本拠地を置くチェルシーと1年半の契約を締結した。背番号は18番。2018年2月16日に行われたFAカップ5回戦のハル・シティ戦でチェルシーでの初得点を記録。4月14日のサウサンプトン戦では後半に交代出場すると2得点を決め、チームを3-2の逆転勝利に導いた。
4月22日のFAカップ準決勝、サウサンプトン戦では吉田麻也ら相手4人に囲まれながら、その4人全てを鋭い切り替えしでかわすと、最後はGKもかわしゴールを挙げ、決勝進出に貢献、チームは決勝で勝利し移籍後初タイトルを獲得した。5月5日のリヴァプール戦ではヘディングで決勝点を決めた。

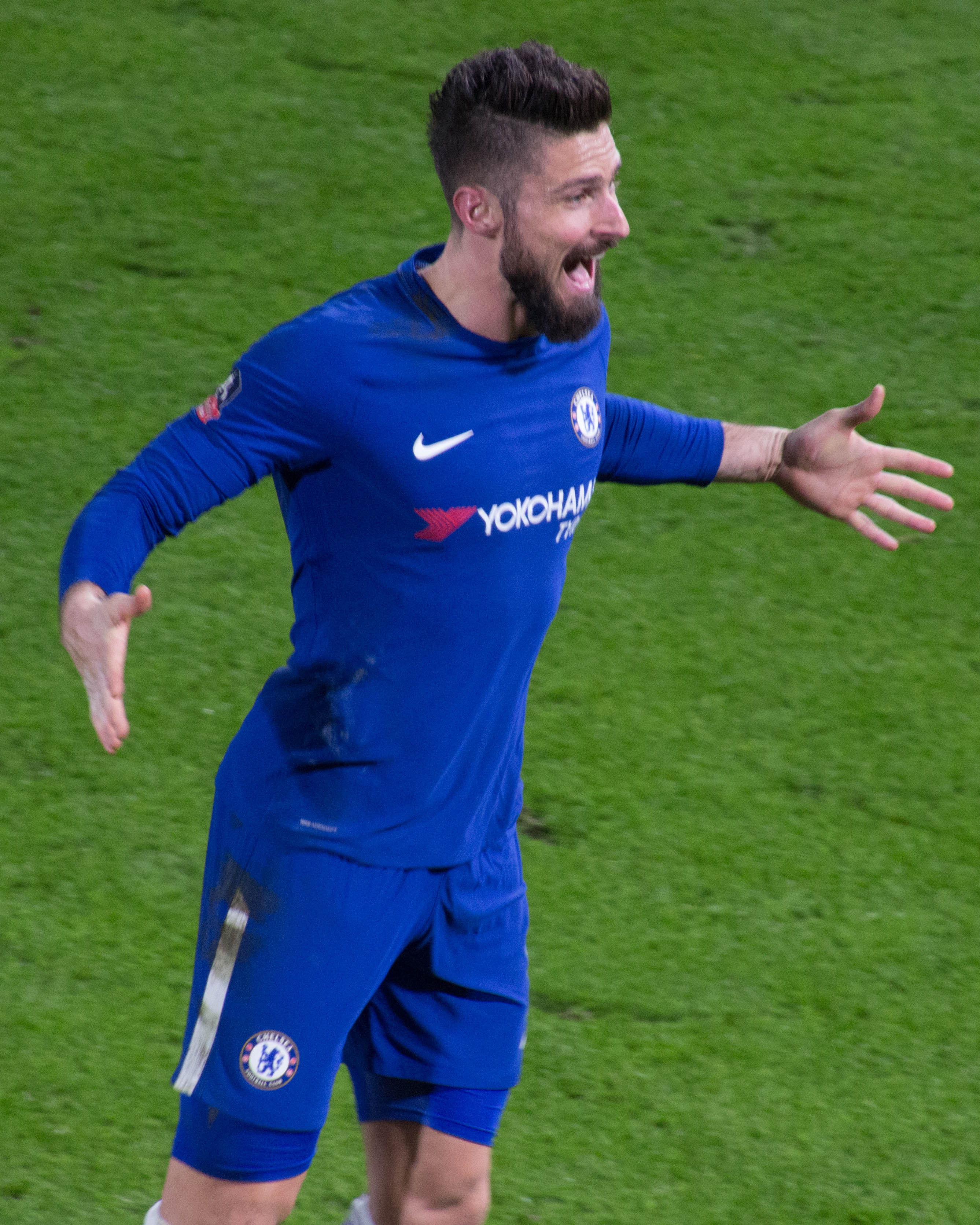
チェルシーでのジルー(2018年)

2018-19シーズン、9月15日カーディフ戦で、シーズン初のスタメン出場し、エデン・アザールの2ゴールをアシスト、プレミアリーグで2度目となるアザールのハットトリックを助け、アザールから「素晴らしいターゲットマンだ。たぶん世界一だろうね」と称賛された。ヨーロッパリーグ決勝トーナメント1回戦ディナモ・キーウ戦の2ndレグではチェルシー移籍後初のハットトリックを決めた。UEFAヨーロッパリーグ準々決勝スラヴィア・プラハ戦の2ndレグでゴールを決め、チェルシーの選手としてヨーロッパの1大会で2桁ゴールを記録した初の選手となった その決勝戦では古巣アーセナルと対戦し、先制ゴールを決めただけでなく、PKを獲得(アザールがこれを決めてリードを広げた。)、更にエデン・アザールのゴールもアシストと、優勝に大きく貢献し、個人としても大会得点王に輝いた。
2019-20シーズンはタミー・エイブラハムが優先的に起用されたため出番が激減。10月にはこの状況を受け入れることができないとして、退団を希望しアメリカのクラブなどが、移籍先候補に浮上した。その後、バルセロナからの関心が報じられ、インテル・ミラノ、ラツィオ、トッテナムなどへの移籍が報じられたが、チェルシーがオファーを拒否したことで残留、2月22日のトッテナムとのロンドンダービーで先発を果たし、シーズン初ゴールを決めると、以降の11試合で7ゴールを決め、来季のチャンピオンズリーグ出場権獲得に貢献した。この間の5月20日、2021年6月30日までチームとの契約を延長した。またFAカップ準決勝のマンチェスター・ユナイテッド戦でゴールを決め、決勝進出に貢献した。
2020-21シーズン、チャンピオンズリーグ・グループステージ、11月24日第4節のレンヌ戦では試合終了間際にシーズン初ゴールとなる決勝ゴールを決めると、12月2日第5節のセビージャ戦で4ゴールを決め、2020年12月2日時点でこれまでクリスティアーノ・ロナウドの持っていた同大会の最年長ハットトリック記録を更新、新記録を樹立した。上記の試合での活躍からリーグ第11節のリーズ戦でリーグ戦ではシーズン初先発で起用されると、リーグ戦シーズン初ゴールを決めた。チャンピオンズリーグ、ラウンド16のアトレティコ・マドリード戦ではオーバーヘッドで決勝ゴールを決め、チャンピオンズリーグの決勝トーナメントにおいて、チーム史上最年長決勝ゴールを挙げた選手となった。このゴールはチェルシーファンたちが選ぶクラブの年間最優秀ゴールに選ばれた。同シーズン、チャンピオンズリーグを制したが、決勝ではベンチ入りも起用されなかった。シーズン終了後の7月16日にチェルシー退団が発表された。

### ACミラン
2021年7月17日、ACミランへ2023年6月30日までの2年契約で移籍した。2021-22シーズン、リーグ第2節、カリアリとの対戦で移籍後公式戦初ゴールを含む2ゴールを奪った。第26節、インテルとのミラノダービーでは2ゴールを奪い2-1で勝利した。インテルと激しく優勝争う中、最終節のサッスオーロ戦で決勝ゴールを含めて2ゴールを挙げて勝利、この結果、ミランはインテルに競り勝って優勝を果たした。リーグ戦では29試合11ゴールを記録し、11シーズン振りのリーグ優勝に貢献した。
2022-23シーズン、第3節のボローニャとの対戦ではボレーによる得点を決め、このゴールは美しいとの賞賛を集めた。9月3日のインテルとのダービーで決勝点を挙げた。チャンピオンズリーググループステージ最終節のザルツブルク戦では、2ゴール2アシストと全得点に絡む活躍、チームの9期振りとなる決勝トーナメント進出に貢献した。リーグ13節のスペツィア・カルチョ戦では途中出場から試合終了間際に決勝ゴールをジャンピングボレーで決めたが、喜びを爆発させてユニフォームを脱いだことでこの試合2度目の警告を受けて退場処分となった。チャンピオンズリーグ準々決勝のナポリとの第2戦ではペナルティキックをセーブされたが、その後決勝ゴールを奪い、チームは16期振りにベスト4に進出した。2023年4月19日、ミランはジルーとの契約を2024年6月30日まで更新した。36節のサンプドリア戦で移籍後初のハットトリックを決めた。この日の2点目で2シーズン連続で2桁ゴールを挙げたこととなった。第37節のユヴェントス戦で決勝ゴールを挙げて勝利に貢献、チームは来季のチャンピオンズリーグ出場を決めた。
2023-24シーズン、第8節のジェノア戦で、1点リードした状態で迎えた後半アディショナルタイムにGKマイク・メニャンがレッドカードを受け退場。交代枠を使い切っていたミランは出場中のフィールドプレイヤーをGKにする必要があり、急遽ジルーがメニャンのユニフォームを借りてGKを務めた。試合終了間際にジェノアに決定機を作られたが、これを好守でストップしアウェイでの勝ち点3獲得に貢献した。チャンピオンズリーググループステージ第4戦PSG戦にて後半51分、左サイドからテオ・エルナンデスのクロスを得意のヘッドで叩き込み、チームを逆転勝利に導いた。このゴールはローラン・ブラン氏の持つCLフランス人最年長得点記録（36歳338日）を更新することになり、ジルーはフランス人選手としてCL最年長得点者（37歳38日）となった。リーグ最終節のサレルニターナとの対戦でゴールを決めてミランでのラストマッチを飾った。

### ロサンゼルスFC
2024年5月、UEFA EURO 2024終了後からロサンゼルスFCに2025年シーズン終了までの契約(2026年はオプション)で加入することが決定した。8月26日、リーグスカップ決勝のコロンバス・クルーとの対戦で移籍後公式戦初得点を記録した。

## 代表経歴
2010年、11月3日、ローラン・ブラン監督によってフランス代表に初選出され、11月11日のアメリカ戦でフランス代表デビュー。2012年、2月29日のドイツとの親善試合で代表初得点を挙げた。2014年、ワールドカップブラジル大会ではグループリーグのスイス戦で先発出場し先制ゴールを決めると、更に1アシストを決めた。2016年、母国開催となったユーロフランス大会では、開幕戦のルーマニア戦で大会第1号となる先制ゴールを挙げ、準々決勝アイスランド戦では2ゴール1アシストを決め、準決勝進出に貢献、決勝戦でポルトガルに敗れて準優勝に終わったものの、大会通算3ゴール2アシストの活躍でブロンズブーツ賞に選ばれた。2017年、6月2日、パラグアイとの親善試合で代表では初のハットトリックを達成した。2018年、ワールドカップロシア大会では、初戦のオーストラリア戦から決勝のクロアチア戦までの全7試合に出場。自身は大会を通してノーゴールに終わり、枠内シュートは1本もなかったが、グループリーグのペルー戦ではエムバぺの決勝ゴールへと繋がるシュートを放つと、ラウンド16のアルゼンチン戦ではエムバぺの決勝ゴールをアシストするなど、前戦でのポストプレーなどで、エムバペやグリーズマンをサポートして優勝に貢献した。
2019年、3月25日のEURO 2020に向けたアイスランド戦でのゴールで、ダヴィド・トレゼゲを抜き、得点数がフランス史上歴代第3位となった。また同予選11月14日、モルドバ戦では決勝ゴールとなるPKを決め、フランスを本大会へと導いた。
2020年、10月7日のウクライナ戦で代表通算100試合出場を達成、また2ゴールを挙げ、代表での通算得点を42とし、代表通算得点数でミシェル・プラティニを超えて歴代2位となった。
2021年、ユーロ2020では大会直前のフレンドリーマッチ、ブルガリア戦で2ゴールを挙げたが、試合終了後パスが出てこないことへの不満をメディアにぶちまけ、これがキリアン・エムバペに向けたものであったとして、エムバペとの不仲が報じられた、長年に渡り代表ではレギュラーを務めていたが、ベンゼマが代表復帰したことでポジションを奪われた。またこの騒動も影響してか、本大会では途中出場で2試合に出場したのみに終わった。
2022年9月22日、UEFAネーションズリーグ2022-23第5節オーストリア戦において65分、右サイドからのアントワーヌ・グリーズマンのクロスを得意のヘディングシュートでゴールを決め、代表の歴代最年長得点記録（35歳357日）を更新した。
2022年11月、ワールドカップカタール大会のグループリーグ初戦のオーストラリア戦では決勝ゴールを含め2ゴールを挙げて勝利、この日2点目のゴールで、フランス代表での通算得点を51とし、アンリの最多ゴール記録に並ぶと、決勝トーナメント1回戦のポーランド戦で先制点を決め、フランス代表での通算得点数を52とし、フランス代表の歴代最多ゴール記録を更新、準々決勝のイングランド戦では決勝ゴールを挙げて準決勝進出に貢献した。決勝のアルゼンチン戦でも先発したが、相手に2点のリードを許す展開の中、ウスマン・デンベレと共に前半途中での途中交代となった。
2024年5月24日、フランス紙『レキップ』でのインタビューで、EURO2024を最後にフランス代表から引退する意向であることを表明した。

## 人物
- アーセナルで5年間ジルーを見ていたアーセン・ベンゲルは、「ジルーは左からのクロスよりも、右からのクロスの方が我慢して待てるのでより危険な存在となる」と特徴を指摘している[78]。
- 非常に端正なルックスで女性ファンも多く、『パディ・パワー』が調査を行ったところ、プレミアリーグで最もセクシーな選手に選ばれた[79]。
- フィルジル・ファン・ダイクは、自身のキャリアで対戦して押さえるのに最も苦労した相手FWにジルーの名前を挙げた[80]。
- ACミラン加入時に“背負った者は結果を残せない”とのジンクスがつきまとう“呪われた9番”を選択。セリエA2戦目にして周囲の心配をよそに2ゴールの活躍[81]、その後もゴールを重ねてジンクスを打ち破った。
- 少年期に憧れた選手としては、同じくミランに籍を置いていたジャン＝ピエール・パパン、アンドリー・シェフチェンコらの名前を挙げ[82]、自身得意とするジャンピングボレーやオーバーヘッドシュートについて[83]、前述の2選手に加え、マルコ・ファン・バステンなどを研究してきたと語っている[84]。
- ジルーは1986年9月30日、フランスのシャンベリー生まれ。父方の祖母2名はいずれもイタリア出身であり、イタリア系のルーツを持つ。
- 2011年に学生時代からの恋人ジェニファーと結婚。4人の子ども（娘ジェイド 2013年、アリア 2020年、息子エヴァン 2016年、アーロン 2018年）に恵まれており、家族と過ごす時間を非常に大切にしている[85]。
- ジルーは敬虔なクリスチャンであり、右腕にはラテン語の「主は私の牧者」などを含む聖書の詩篇23章の文言をタトゥーとして刻み、試合前には祈ることもあると語っている。信仰が精神的支えとなっている様子は、チームメイトからも「父のような存在」と評される要因の一つである[86]。
- 2024年、ロサンゼルスFCへ移籍後には、米国西海岸のライフスタイルに順応する一方で、野火、地震、停電、さらには自宅での窃盗被害といった困難にも直面した。ジルーは「こうした経験も人生の一部。家族と共に日常を楽しみたい」と語り、子どもたちに米国ならではのスポーツ文化（バスケ、野球など）を体験させていることも明かしている[87][88]。
- 余暇には絵画やスケッチ、ビデオゲーム（FIFAやCall of Dutyなど）を楽しんでおり、競技外でも競争心や芸術性を持って過ごしているとの報告がある[85]。
- 2014年にはイギリス人モデルと浮気報道があり、ジルー本人が謝罪した後、夫婦関係を修復。誤報や非公式報道を含めた状況に対して「プライバシーを壊さないためにも冷静に対処した」と述べている[89]。

## 個人成績

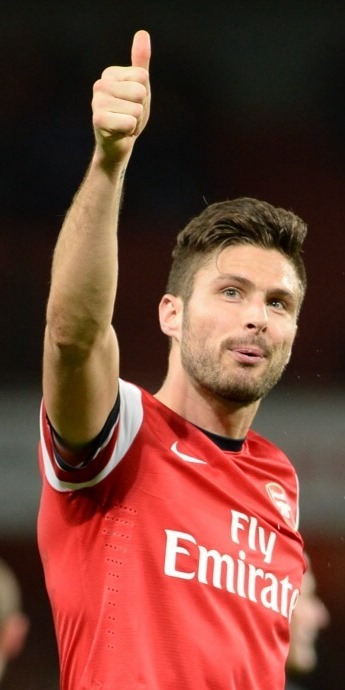
アーセナル時代のジルー (2013年)

2024年5月26日現在
| クラブ       | シーズン | 背番号 | リーグ戦 | リーグ戦 | カップ戦 | カップ戦 | リーグカップ戦 | リーグカップ戦 | 欧州カップ戦 | 欧州カップ戦 | その他 | その他 | 通算 | 通算 |
| クラブ       | シーズン | 背番号 | 出場     | 得点     | 出場     | 得点     | 出場           | 得点           | 出場         | 得点         | 出場   | 得点   | 出場 | 得点 |
| ------------ | -------- | ------ | -------- | -------- | -------- | -------- | -------------- | -------------- | ------------ | ------------ | ------ | ------ | ---- | ---- |
| グルノーブル | 2005–06  | -      | 6        | 0        | 0        | 0        | 0              | 0              | —            | —            | —      | —      | 6    | 0    |
| グルノーブル | 2006-07  | -      | 17       | 2        | 1        | 0        | 1              | 0              | —            | —            | —      | —      | 19   | 2    |
| イストル     | 2007-08  | -      | 33       | 14       | 0        | 0        | 1              | 0              | —            | —            | —      | —      | 34   | 14   |
| トゥール     | 2008-09  | 12     | 23       | 9        | 2        | 4        | 1              | 0              | —            | —            | —      | —      | 26   | 13   |
| トゥール     | 2009-10  | 12     | 38       | 21       | 1        | 0        | 2              | 2              | —            | —            | —      | —      | 41   | 23   |
| モンペリエ   | 2010-11  | 17     | 37       | 12       | 1        | 0        | 3              | 1              | 2            | 1            | —      | —      | 43   | 14   |
| モンペリエ   | 2011-12  | 17     | 36       | 21       | 4        | 2        | 2              | 2              | —            | —            | —      | —      | 42   | 25   |
| アーセナル   | 2012-13  | 12     | 34       | 11       | 4        | 2        | 2              | 2              | 7            | 2            | —      | —      | 47   | 17   |
| アーセナル   | 2013-14  | 12     | 36       | 16       | 5        | 3        | 1              | 0              | 9            | 3            | —      | —      | 51   | 22   |
| アーセナル   | 2014-15  | 12     | 27       | 14       | 5        | 3        | 0              | 0              | 3            | 1            | 1      | 1      | 36   | 19   |
| アーセナル   | 2015-16  | 12     | 38       | 16       | 5        | 3        | 2              | 0              | 8            | 5            | 1      | 0      | 54   | 24   |
| アーセナル   | 2016–17  | 12     | 29       | 12       | 3        | 2        | 1              | 0              | 6            | 2            | 0      | 0      | 39   | 16   |
| アーセナル   | 2017–18  | 12     | 16       | 4        | 0        | 0        | 3              | 0              | 6            | 3            | 1      | 0      | 26   | 7    |
| チェルシーFC | 2017–18  | 18     | 13       | 3        | 4        | 2        | —              | —              | 1            | 0            | —      | —      | 18   | 5    |
| チェルシーFC | 2018-19  | 18     | 27       | 2        | 1        | 0        | 3              | 0              | 14           | 11           | 0      | 0      | 45   | 13   |
| チェルシーFC | 2019-20  | 18     | 18       | 8        | 3        | 1        | 0              | 0              | 2            | 0            | 1      | 1      | 24   | 10   |
| チェルシーFC | 2020-21  | 18     | 17       | 4        | 4        | 0        | 2              | 1              | 8            | 6            | —      | —      | 31   | 11   |
| ACミラン     | 2021-22  | 9      | 29       | 11       | 4        | 3        | —              | —              | 5            | 0            | —      | —      | 38   | 14   |
| ACミラン     | 2022-23  | 9      | 33       | 13       | 1        | 0        | 1              | 0              | 12           | 5            | —      | —      | 47   | 18   |
| ACミラン     | 2023-24  | 9      | 35       | 15       | 1        | 0        | —              | —              | 11           | 2            | —      | —      | 47   | 17   |
| 通算         | 通算     | 通算   | 542      | 208      | 50       | 25       | 25             | 8              | 94           | 41           | 4      | 2      | 715  | 284  |

## 代表歴

### 出場大会
- フランス代表
  - 2012年 - UEFA EURO 2012 (ベスト8)
  - 2014年 - 2014 FIFAワールドカップ (ベスト8)
  - 2016年 - UEFA EURO 2016（準優勝）
  - 2018年 - 2018 FIFAワールドカップ（優勝）
  - 2018年 - UEFAネーションズリーグ2018-19
  - 2020年 - UEFAネーションズリーグ2020-21
  - 2021年 - UEFA EURO 2021（ベスト16）
  - 2022年 - 2022 FIFAワールドカップ(準優勝)
  - 2024年 - UEFA EURO 2024（ベスト4）

### 試合数
- 国際Aマッチ 131試合 57得点（2011年 - ）[90]

| フランス代表 | 国際Aマッチ | 国際Aマッチ |
| 年           | 出場        | 得点        |
| ------------ | ----------- | ----------- |
| 2011         | 2           | 0           |
| 2012         | 12          | 2           |
| 2013         | 12          | 3           |
| 2014         | 9           | 4           |
| 2015         | 10          | 4           |
| 2016         | 14          | 8           |
| 2017         | 10          | 8           |
| 2018         | 16          | 3           |
| 2019         | 10          | 6           |
| 2020         | 8           | 5           |
| 2021         | 5           | 2           |
| 2022         | 10          | 7           |
| 2023         | 9           | 3           |
| 2024         | 2           | 1           |
| 通算         | 131         | 57          |

### ゴール
| #   | 開催年月日     | 開催地                                   | 対戦国           | スコア | 結果  | 試合概要                      |
| --- | -------------- | ---------------------------------------- | ---------------- | ------ | ----- | ----------------------------- |
| 1.  | 2012年2月29日  | ドイツ, ブレーメン                       | ドイツ           | 0–1    | 1–2   | 親善試合                      |
| 2.  | 2012年10月16日 | スペイン, マドリード                     | スペイン         | 1–1    | 1–1   | 2014 FIFAワールドカップ予選   |
| 3.  | 2013年3月22日  | フランス, サン＝ドニ                     | ジョージア       | 1–0    | 3–1   | 2014 FIFAワールドカップ予選   |
| 4.  | 2013年10月11日 | フランス, パリ                           | オーストラリア   | 2–0    | 6–0   | 親善試合                      |
| 5.  | 2013年10月11日 | フランス, パリ                           | オーストラリア   | 3–0    | 6–0   | 親善試合                      |
| 6.  | 2014年5月27日  | フランス, サン＝ドニ                     | ノルウェー       | 2–0    | 4–0   | 親善試合                      |
| 7.  | 2014年5月27日  | フランス, サン＝ドニ                     | ノルウェー       | 4–0    | 4–0   | 親善試合                      |
| 8.  | 2014年6月8日   | フランス, ヴィルヌーヴ＝ダスク           | ジャマイカ       | 4–0    | 8–0   | 親善試合                      |
| 9.  | 2014年6月20日  | ブラジル, サルヴァドール                 | スイス           | 0–1    | 2–5   | 2014 FIFAワールドカップ       |
| 10. | 2015年3月29日  | フランス, サン＝テティエンヌ             | デンマーク       | 2–0    | 2–0   | 親善試合                      |
| 11. | 2015年10月11日 | デンマーク, コペンハーゲン               | デンマーク       | 0–1    | 1–2   | 親善試合                      |
| 12. | 2015年10月11日 | デンマーク, コペンハーゲン               | デンマーク       | 0–2    | 1–2   | 親善試合                      |
| 13. | 2015年11月13日 | フランス, サン＝ドニ                     | ドイツ           | 1–0    | 2–0   | 親善試合                      |
| 14. | 2016年3月25日  | オランダ, アムステルダム                 | オランダ         | 0–2    | 2–3   | 親善試合                      |
| 15. | 2016年5月30日  | フランス, ナント                         | カメルーン       | 2–1    | 3–2   | 親善試合                      |
| 16. | 2016年6月4日   | フランス, メス                           | スコットランド   | 1–0    | 3–0   | 親善試合                      |
| 17. | 2016年6月4日   | フランス, メス                           | スコットランド   | 2–0    | 3–0   | 親善試合                      |
| 18. | 2016年6月11日  | フランス, サン＝ドニ                     | ルーマニア       | 1–0    | 2–1   | UEFA EURO 2016                |
| 19. | 2016年7月3日   | フランス, サン＝ドニ                     | アイスランド     | 1–0    | 5–2   | UEFA EURO 2016                |
| 20. | 2016年7月3日   | フランス, サン＝ドニ                     | アイスランド     | 5-2    | 5–2   | UEFA EURO 2016                |
| 21. | 2016年9月1日   | イタリア, バーリ                         | イタリア         | 1–2    | 1–3   | 親善試合                      |
| 22. | 2017年3月25日  | ルクセンブルク、ルクセンブルク市         | ルクセンブルク   | 0–1    | 0–3   | 2018 FIFAワールドカップ予選   |
| 23. | 2017年3月25日  | ルクセンブルク、ルクセンブルク市         | ルクセンブルク   | 0–3    | 0–3   | 2018 FIFAワールドカップ予選   |
| 24. | 2017年6月2日   | フランス, レンヌ                         | パラグアイ       | 1–0    | 5–0   | 親善試合                      |
| 25. | 2017年6月2日   | フランス, レンヌ                         | パラグアイ       | 2–0    | 5–0   | 親善試合                      |
| 26. | 2017年6月2日   | フランス, レンヌ                         | パラグアイ       | 3–0    | 5–0   | 親善試合                      |
| 27. | 2017年6月9日   | スウェーデン, ソルナ                     | スウェーデン     | 0–1    | 2–1   | 2018 FIFAワールドカップ予選   |
| 28. | 2017年10月10日 | フランス, サン＝ドニ                     | ベラルーシ       | 2–0    | 2–1   | 2018 FIFAワールドカップ予選   |
| 29. | 2017年11月10日 | フランス, サン＝ドニ                     | ウェールズ       | 2–0    | 2–0   | 親善試合                      |
| 30. | 2018年3月23日  | フランス, サン＝ドニ                     | コロンビア       | 1–0    | 2–3   | 親善試合                      |
| 31. | 2018年5月28日  | フランス, サン＝ドニ                     | アイルランド     | 1–0    | 2–0   | 親善試合                      |
| 32. | 2018年9月9日   | フランス, サン＝ドニ                     | オランダ         | 2-1    | 2-1   | UEFAネーションズリーグ2018-19 |
| 33. | 2018年11月20日 | フランス, サン＝ドニ                     | ウルグアイ       | 1–0    | 1–0   | 親善試合                      |
| 34. | 2019年3月22日  | キシナウ、スタディオヌル・ジンブル       | モルドバ         | 0 – 3  | 1 – 4 | UEFA EURO 2020予選            |
| 35. | 2019年3月26日  | サン＝ドニ、スタッド・ド・フランス       | アイスランド     | 2-0    | 4-0   | UEFA EURO 2020予選            |
| 36. | 2019年9月7日   | サン＝ドニ、スタッド・ド・フランス       | アルバニア       | 2–0    | 4–1   | UEFA EURO 2020予選            |
| 37. | 2019年10月11日 | レイキャヴィーク、ラウガルタルスヴェルル | アイスランド     | 1–0    | 1–0   | UEFA EURO 2020予選            |
| 38. | 2019年10月14日 | サン＝ドニ、スタッド・ド・フランス       | トルコ           | 1–0    | 1–1   | UEFA EURO 2020予選            |
| 39. | 2019年11月14日 | サン＝ドニ、スタッド・ド・フランス       | モルドバ         | 2–1    | 2–1   | UEFA EURO 2020予選            |
| 40. | 2020年9月8日   | サン＝ドニ、スタッド・ド・フランス       | クロアチア       | 4–2    | 4–2   | UEFAネーションズリーグ2020-21 |
| 41. | 2020年10月7日  | サン＝ドニ、スタッド・ド・フランス       | ウクライナ       | 2–0    | 7–1   | 親善試合                      |
| 42. | 2020年10月7日  | サン＝ドニ、スタッド・ド・フランス       | ウクライナ       | 3–0    | 7–1   | 親善試合                      |
| 43. | 2020年11月17日 | サン＝ドニ、スタッド・ド・フランス       | スウェーデン     | 1–1    | 4–2   | UEFAネーションズリーグ2020-21 |
| 44. | 2020年11月17日 | サン＝ドニ、スタッド・ド・フランス       | スウェーデン     | 3–1    | 4–2   | UEFAネーションズリーグ2020-21 |
| 45. | 2021年6月8日   | サン＝ドニ、スタッド・ド・フランス       | ブルガリア       | 2–0    | 3–0   | 親善試合                      |
| 46. | 2021年6月8日   | サン＝ドニ、スタッド・ド・フランス       | ブルガリア       | 3–0    | 3–0   | 親善試合                      |
| 47. | 2022年3月24日  | スタッド・ヴェロドローム                 | コートジボワール | 1–1    | 2-1   | 親善試合                      |
| 48. | 2022年3月29日  | スタッド・ピエール＝モーロワ             | 南アフリカ共和国 | 2-0    | 5-0   | 親善試合                      |
| 49. | 2022年9月23日  | スタッド・ド・フランス                   | オーストリア     | 2-0    | 2-0   | UEFAネーションズリーグ2022-23 |
| 50. | 2022年11月22日 | アル・ジャヌーブ・スタジアム             | オーストラリア   | 2-1    | 4-1   | 2022 FIFAワールドカップ       |
| 51. | 2022年11月22日 | アル・ジャヌーブ・スタジアム             | オーストラリア   | 4–1    | 4-1   | 2022 FIFAワールドカップ       |
| 52. | 2022年12月4日  | アル・トゥマーマ・スタジアム             | ポーランド       | 1-0    | 3-1   | 2022 FIFAワールドカップ       |
| 53. | 2022年12月10日 | アル・バイト・スタジアム                 | イングランド     | 1-2    | 1-2   | 2022 FIFAワールドカップ       |
| 54. | 2023年6月16日  | エスタディオ・アルガルヴェ               | ジブラルタル     | 0-1    | 0-3   | UEFA EURO 2024予選            |
| 55. | 2023年11月18日 | アリアンツ・リヴィエラ                   | ジブラルタル     | 13-0   | 14-0  | UEFA EURO 2024予選            |
| 56. | 2023年11月18日 | アリアンツ・リヴィエラ                   | ジブラルタル     | 14-0   | 14-0  | UEFA EURO 2024予選            |
| 57. | 2024年3月27日  | スタッド・ヴェロドローム                 | チリ             | 3-1    | 3-2   | 親善試合                      |

## タイトル

### クラブ
モンペリエ
- リーグ・アン: 1 (2011-12)

アーセナル
- FAカップ: 3 (2013-14, 2014-15, 2016-17)
- FAコミュニティ・シールド: 3 (2014, 2015, 2017)

チェルシー
- FAカップ: 1 (2017-18)
- UEFAヨーロッパリーグ:1 (2018-19)
- UEFAチャンピオンズリーグ :1(2020-21)

ACミラン
- セリエA : 1 (2021-22)

### 代表
- FIFAワールドカップ:1(2018）
- UEFAネーションズリーグ: 1(2020-21)

### 個人
- リーグ・ドゥ得点王: 1 (2009-2010)
- リーグ・ドゥ年間ベストイレブン: 1 (2009-2010)
- リーグ・アン得点王: 1 (2011-2012)
- リーグ・アン年間ベストイレブン: 1 (2012)
- プレミアリーグ月間最優秀選手: 1 (2015年3月)
- UEFA EURO 2016ブロンズブーツ (2016)
- FIFAプスカシュ賞: 1 (2017)
- UEFAヨーロッパリーグ得点王: 1 (2018-19)
- UEFAヨーロッパリーグ優秀選手賞: 1　(2018-19)
- チェルシーFC年間最優秀ゴール賞: 1 (2019-20) (チャンピオンズリーグ ラウンド16 アトレティコ・マドリード戦のゴール)
- FIFAワールドカップブロンズブーツ: 1 (2022)
- セリエA週間ベストイレブン (第8節、最優秀GK[91]): 1　(2023-24)